# Adolfo Sigwald
Adolfo Sigwald (27 de octubre de 1923, Córdoba-Buenos Aires, 22 de marzo de 1999) fue un militar argentino que ejerció brevemente como interventor federal de la provincia de Buenos Aires tras el golpe de Estado de 1976, y posteriormente gobernó la provincia de Córdoba entre 1979 y 1982, durante el Proceso de Reorganización Nacional.

## Biografía
Nació el 27 de octubre de 1923 en el tradicional Barrio San Vicente de la ciudad de Córdoba.
En su carrera militar fue jefe del Batallón de Infantería en el Colegio Militar de la Nación, jefe del Regimiento de Infantería de Monte 28, jefe de la Escuela de Infantería y comandante de la X Brigada de Infantería, pasando a retiro el 20 de febrero de 1979, voluntariamente, con el grado de general de brigada.
Tras el golpe de Estado del 24 de marzo de 1976, la Junta Militar lo designó en el puesto de interventor federal en la provincia de Buenos Aires, puesto que ejerció hasta el 7 de abril de ese mismo año, cuando asumió el gobernador de facto Ibérico Saint-Jean.
El 6 de marzo de 1979, el presidente (de facto) Jorge Rafael Videla lo designó gobernador de la Provincia de Córdoba (Decreto N.º 533, publicado el 9 de marzo de 1979). Sustituyó al gobernador interino Miguel Ángel Marini, quien había asumido tras la renuncia del general de brigada Carlos Chasseing. En su Administración, la cual se extendió por casi tres años, fomentó conversaciones entre diversos ámbitos sociales.
Fue confirmado en el cargo por el presidente (de facto) Roberto Eduardo Viola —con el acuerdo de la Junta Militar— el 29 de marzo de 1981.
El 20 de enero de 1982, fue reemplazado por Rubén Juan Pellanda.
Falleció el 22 de marzo de 1999, a los 75 años de edad.